# Милойкович, Радивое
Радивое Милойкович (серб. Радивоје Милојковић; 17 декабря 1832, Kušiljevo — 6 декабря 1888, Белград) — сербский юрист и политик; занимал посты министра внутренних дел, министра юстиции и премьер-министра Княжества Сербия.

## Биография
Радивое Милойкович родился 17 декабря 1832 года в Глоговац (Кушилево). По окончании лицея Милойкович получил государственную стипендию и продолжил изучать право в Гейдельберга и Париже. 
После учебы Милойкович поступил на государственную службу в 1859 году в качестве секретаря министерства юстиции; впоследствии он присоединился к Государственному совету и стал начальником отдела в Министерстве юстиции, а затем занимал ряд других должностей в правительстве Сербского Княжества, включая пост главы правительства.
Он тесно сотрудничал с Йованом Ристичем при написании Конституции Сербии 1869 года.
Радивое Милойкович умер 6 декабря 1888 года в городе Белграде.
Был женат на Милеве, дочери Хаджи-Томмини и Елены; у них родились сын Милан и дочь Зорка.